# Nissim Nasser
Nissim Nasser (hebräisch נסים נסר, arabisch نسيم نسر Nasim Nisr; * 1968 im Libanon) ist ein ehemaliger Spion für die Hisbollah.

## Leben
Sein Vater ist Muslim, seine Mutter Jüdin, die nach der Hochzeit zum Islam konvertiert war.
Nissim Nasser ging 1982 nach Israel und erhielt später aufgrund des Rückkehrgesetzes die Staatsbürgerschaft. Dort in Israel begann er, sich „mehr als libanesischer Patriot und Muslim zu fühlen“. Im Jahr 2002 wurde er der Spionage für die Hisbollah überführt und erhielt eine 6-jährige Gefängnisstrafe.
Nach Verbüßung der Strafe (er war zunächst noch im Nitzan Haftzentrum in  Administrativhaft gehalten worden) wurde er im Juni 2008 an der Grenze zum Libanon in Rosch ha-Nikra dem Internationalen Komitee vom Roten Kreuz im Austausch gegen eine Kiste von Körperteilen israelischer Soldaten (sterbliche Überreste israelischer Soldaten, die im 2. Libanonkrieg 2006 gefallen waren) übergeben und in den Libanon abgeschoben, seine israelische Staatsbürgerschaft wurde (als Teil der Vereinbarung über seine Rückkehr in den Libanon) widerrufen.
Israelische Hoffnungen darauf, dass er als Tauschobjekt in die Verhandlungen über eine Rückgabe der entführten Soldaten Ehud Goldwasser und Eldad Regev hätte einbezogen werden können, hatten sich zerschlagen.